# 江南影视艺术职业学院
31°34′16″N 120°10′16″E / 31.57121°N 120.17114°E
江南影视艺术职业学院，是位于江苏省无锡市的一所民办普通专科高校，主要面向影视业、航空旅游业、文化创意产业培养学生。
学院经江苏省人民政府批准，国家教育部正式备案，是江苏省唯一一所影视艺术类民办普通高校。

## 校区
学院拥有藕塘校区和山水城校区。

## 专业设置
- 影视表演系
- 影视传媒学院
- 艺术设计系
- 航空乘务学院
- 继续教育学院